# Émile Coache
Pour les articles homonymes, voir Coache.
Émile Coache est un homme politique français né le 8 mai 1857 à Gennes-Ivergny (Pas-de-Calais) et décédé le 6 juillet 1910 à Abbeville (Somme).

## Biographie
Industriel, il est conseiller général du canton de Crécy-en-Ponthieu et député de la Somme de 1895 à 1910. Il est non inscrit, mais vote avec la droite. Il est le père de Jean Coache, député de la Somme.

## Sources
- « Émile Coache », dans le Dictionnaire des parlementaires français (1889-1940), sous la direction de Jean Jolly, PUF, 1960 [détail de l’édition]